# Туристский поход

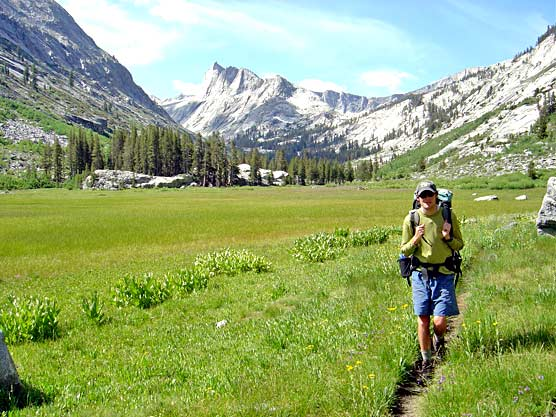
Турист в Кингз-Каньон

Тури́стский похо́д (туристи́ческий похо́д, турпохо́д) — групповое (или индивидуальное) путешествие (его частный случай) по заранее определённому маршруту, осуществляемое с образовательными, оздоровительными, спортивными, исследовательскими или иными целями, главными отличительными чертами которого являются (вне зависимости от вида) активный способ передвижения, ограниченные временные рамки (в большинстве случаев от нескольких до 15—20 дней), число и категория трудности преодолённых локальных препятствий.
Турпоход в любой из его форм, по мнению специалистов, является одним из наиболее эффективных средств социализации личности (особенно в юношеском возрасте), а также подготовки человека к безопасному взаимодействию с природной средой.

## Классификация
По основным целям и задачам туристские походы разделяют на рекреационные и спортивные. Первые, в свою очередь, делят на рекреационно-оздоровительные, основными целями которых являются полноценный отдых и оздоровление их участников, рекреационно-познавательные, основными целями которых, помимо отдыха, являются ещё и познавательные (образовательные) цели и задачи, а также рекреационно-спортивные турпоходы — мероприятия, где активный отдых участников сочетается с преодолением естественных препятствий, но при этом участники похода не ставят перед собой сугубо спортивные цели. Ещё одним подвидом рекреационных турпоходов являются учебно-рекреационные — в их задачи входит обучение участников необходимой туристской технике и тактике проведения подобного рода мероприятий.
Целью спортивных туристских походов является совершенствование спортивного мастерства их участников. Их главной отличительной чертой является целенаправленное преодоление сложных категорированных локальных препятствий, по их результатам участникам могут присваиваться спортивные разряды и звания.
Вне зависимости от целей все турпоходы подразделяются по видам. Так, например, в Белоруссии они делятся на пешеходные (горно-пешеходные), лыжные, водные и велосипедные. В РФ классифицированы 10 видов: пешеходный, лыжный, горный, водный, велосипедный, автомото, спелео, парусный, конный и комбинированный.

### Рекреационные туристские походы
В общем случае (за редким исключением) требования к участникам рекреационных походов не предъявляются. Протяженность маршрута, его цели, район проведения и временные рамки, состав группы определяются его организаторами самостоятельно. Выбор района для проведения оздоровительного похода обычно обусловлен наличием в нём естественных рекреационных ресурсов (лесные массивы, водоёмы, красивые ландшафты), а также целевых рекреационно-познавательных объектов посещения. Рекреационные турпоходы обычно проводятся в районах с хорошей транспортной доступностью, а также имеющих соответствующую инфраструктуру (дороги, тропы, стоянки или приюты (места, удобные для организации ночлега и отдыха), источники воды, связь). Одной из наиболее распространенных разновидностей оздоровительных походов являются «походы выходного дня» — 1—2 дневные (обычно) путешествия в пределах региона проживания, которые также являются одной из наиболее популярных форм начальной туристской подготовки.

### Спортивные туристские походы
В отличие от рекреационных, главной отличительной чертой спортивных туристских походов является, в том числе, их спортивная составляющая. Правила проведения таких походов, в частности в России, определены «Правилами проведения соревнований, туристско-спортивных походов и организации спортивных туров» (в Белоруссии, например, «Правилами вида спорта „Туризм спортивный“»), контроль за исполнением которых возложен на уполномоченные экспертные маршрутно-квалификационные комиссии (МКК) по соответствующим видам.
Правила определяют единые требования к организации и проведению подобного рода мероприятий, возрасту и опыту их участников и руководителей, их градацию по степени сложности. Спортивные турпоходы проводятся по согласованным с МКК маршрутам, они же определяют по соответствующим методикам соответствие сложности пройденных маршрутов заявленным изначально.
Вне зависимости от вида все спортивные турпоходы делят на категорированные и некатегорированные. Первые, в зависимости от времени на их совершение, пройденного пути и числа и категории сложности преодолённых локальных препятствий (перевалов, порогов, переправ) делят на 6 категорий: от I (самой простой) до VI (самой сложной). К некатегорированным (н/к) относят спортивные турпоходы, сложность, протяжённость (или длительность) которых меньше эталонных (при этом допускается прохождение н/к походов с элементами N-ой к/c).
Сложность (трудность) туристских маршрутов в России, в частности, определена «Единой всероссийской спортивной классификацией туристских маршрутов (ЕВСКТМ)». Этот документ определяет общие принципы классификации маршрутов по всем видам спортивного туризма, методику их категорирования, перечень классифицированных и эталонных спортивных туристских маршрутов и препятствий по видам. Перечни категорированных локальных препятствий (перевалов, вершин, пещер, порогов) определяются отдельными классификаторами по видам спорта.

#### Общая классификация маршрутов
| Виды туризма и характеристики походов           | Категории сложности походов | Категории сложности походов | Категории сложности походов | Категории сложности походов | Категории сложности походов | Категории сложности походов |
| Виды туризма и характеристики походов           | I                           | II                          | III                         | IV                          | V                           | VI                          |
| Продолжительность маршрута в днях (не менее)    | 6                           | 8                           | 10                          | 13                          | 16                          | 20                          |
| Протяженность маршрута в километрах, (не менее) |                             |                             |                             |                             |                             |                             |
| пешеходных                                      | 130                         | 160                         | 190                         | 220                         | 250                         | 300                         |
| лыжных                                          | 130                         | 150                         | 150                         | 210                         | 240                         | 300                         |
| горных                                          | 100                         | 120                         | 140                         | 150                         | 160                         | 160                         |
| водных                                          | 150                         | 160                         | 170                         | 180                         | 190                         | 190                         |
| велосипедных                                    | 300                         | 400                         | 500                         | 600                         | 700                         | 800                         |
| мотоциклетных                                   | 1000                        | 1500                        | 2000                        | 2500                        | 3000                        | -                           |
| автомобильных                                   | 1500                        | 2000                        | 2500                        | 3000                        | 3500                        | -                           |
| парусных                                        | 150                         | 200                         | 300                         | 400                         | 500                         | -                           |
| Количество пещер для спелеопоходов              | 5                           | 4-5                         | 1-2                         | 1-2                         | 1-2                         | 1                           |